# Lac de Candia
Pour les articles homonymes, voir Candia.
Le lac de Candia est un petit lac étroit d'origine glaciaire situé dans la province de Turin, dans le Nord de l'Italie. Il constitue le centre d'une zone de marais devenue parc naturel (it) en 1995.

## Source de la traduction
- (en) Cet article est partiellement ou en totalité issu de l’article de Wikipédia en anglais intitulé « Lago di Candia » (voir la liste des auteurs).